# Artuby
Artuby – rzeka we Francji, przepływająca przez tereny departamentów Alpy Górnej Prowansji, Alpy Nadmorskie oraz Var, o długości 53,7 km. Stanowi dopływ rzeki Verdon.